# 大橋健一 (観光学者)
大橋 健一（おおはし けんいち）は、日本の観光学者、文化人類学者。立教大学観光学部交流文化学科教授。日本観光研究学会常務理事。元静岡県観光審議会委員。

## 経歴
- 1984年3月 - 立教大学社会学部社会学科卒業
- 1987年3月 - 立教大学大学院社会学研究科応用社会学専攻卒業
- 1988年6月 - 1990年3月 香港大学アジア研究センター  客員研究員
- 1990年4月 - 1994年3月 福島女子短期大学生活教養科  専任講師
- 1994年4月 - 1995年3月 福島女子短期大学生活教養科  助教授
- 1995年4月 - 1997年3月 兵庫教育大学 学校教育学部  専任講師
- 1997年4月 - 1998年3月 兵庫教育大学 学校教育学部  助教授
- 1998年4月 - 2003年3月 立教大学 観光学部 観光学科  助教授
- 2001年8月 - 2001年8月 延世大学校国際研究センター  客員研究員
- 2003年4月 - 2006年3月 立教大学 観光学部 観光学科  教授
- 2003年9月 - 2004年9月 フランス国立科学研究センター都市人類学研究所  客員研究員
- 2006年4月 - 現在 立教大学 観光学部 交流文化学科  教授
- 2009年12月 - 現在 ポルトガル人類学研究センター  共同研究員
- 2010年9月 - 現在 ベトナム国家大学ハノイ社会科学人文大学  客員研究員

## 著書
- 『城市接触 ― 香港街頭文化観察 ―』大橋健一・呂大楽他、1989年12月
- 『現代観光総論』大橋健一・前田勇他、学文社、1995年4月
- 『日本の地域レベルの国際化と米国との交流活動 Vol.2』大橋健一・佐々木邦男他、国際交流基金日米センター、1996年3月
- 『現代観光学の展開 ― 観光行動・文化観光・国際観光交流 ―』大橋健一・前田勇他、学文社、1996年4月
- 『新たな観光のあり方 ― 観光の発展の将来性と問題点 ―』大橋健一、青山社、1996年7月
- 『植民地香港の構造変化』大橋健一・沢田ゆかり他、アジア経済研究所、1997年3月
- 『香港社会の人類学 ― 総括と展望 ―』大橋健一・瀬川昌久他、風響社、1997年5月
- 『都市エスニシティの社会学』大橋健一・奥田道大他、ミネルヴァ書房、1997年5月
- 『自治体の外国人政策　─内なる国際化への取り組み─』大橋健一・駒井洋他、明石書店、1997年6月
- 『伝統祝祭にみるベトナムの文化復興』大橋健一・松平誠他、女子栄養大学文化学研究室、2000年3月
- 『観光学入門 ― ポスト・マス・ツーリズムの観光学 ―』大橋健一・岡本伸之他、有斐閣、2001年4月
- 『都市的世界／コミュニティ／エスニシティ　─ポストメトロポリス期の都市エスノグラフィ集成─』大橋健一・渡戸一郎他、明石書店、2003年2月
- 『アジア都市文化学の可能性』大橋健一・橋本紳也他、清文堂、2003年3月
- 『「観光のまなざし」の転回　─越境する観光学─』大橋健一・遠藤英樹他、春風社、2004年5月
- 『華人社会が分かる本─中国から世界へ広がるネットワークの歴史、社会、文化─』大橋健一・山下清海他、明石書店、2005年4月
- 『移動するアジア』佐久間孝正他、明石書店、2007年9月
- 『観光文化学』山下晋司他、新曜社、2007年12月